# أزاذ
الآزاذ أو الأزاذ هو نوع من التمر.
الآزاذ كلمة فارسية الأصل. يسمى الآزاذ في العراق باسم «الزهديّ».
جاء ذكر الآزاذ في «المقامة الأزاذية (البغدادية)» لبديع الزمان الهمذاني «اشتهيت الآزاذ وأنا في بغداذ» و «كنت ببغداذ وقت الآزاذ». كما جاء ذكر الآزاذ في بيت منسوب للمتنبي، حيث قال في ابن يزداد: